# Ann Patchett
Ann Patchett (Los Angeles, 2 dicembre 1963) è una scrittrice statunitense.

## Biografia
Nata a Los Angeles nel 1963, vive e lavora a Nashville.
Trasferitasi con la famiglia in giovane età nel Tennessee, studia al Sarah Lawrence College ed in seguito all'Università dell'Iowa e all'Università del Sud nel Sewanee.
Esordisce nella narrativa nel 1992 con The Patron Saint of Liars (trasposto in televisione nel 1998) e successivamente pubblica altri sette romanzi, oltre a saggi, memoir ed interventi in quotidiani e riviste.
Vincitrice del Premio Janet Heidinger Kafka nel 1994 con Taft, nel 2002 il suo quarto romanzo Belcanto viene insignito del Premio PEN/Faulkner per la narrativa e dell'Orange Prize.
È proprietaria assieme a Karen Hayes di una libreria, la Parnassus Books, a Nashville.

## Opere

### Romanzi
- The Patron Saint of Liars (1992)
- Taft (1994)
- The Magician's Assistant (1997)
- Belcanto (Bel Canto, 2001), Vicenza, Neri Pozza, 2001 ISBN 88-7305-812-4.
- Corri (Run, (2007), Milano, Ponte alle Grazie, 2008 ISBN 978-88-7928-948-1.
- Stupori (State of Wonder, 2011), Milano, Ponte alle Grazie, 2012 ISBN 978-88-6220-324-1.
- Il bene comune (Commonwealth, 2016), Milano, Ponte alle Grazie, 2017 ISBN 978-88-6833-559-5.
- La casa olandese (The Dutch House, 2019), Milano, Ponte alle Grazie, 2021 ISBN 9788833314419.

### Miscellanea
- Truth & Beauty: A Friendship (2004)
- What Now? (2008)
- The Getaway Car: A Practical Memoir About Writing and Life (2011)
- The Mercies (2011)
- This is the Story of a Happy Marriage (2013)
- How Knitting Saved My Life. Twice (2013)

## Televisione
- Un miracolo anche per me (The Patron Saint of Liars) (film TV) (1998) diretto da Stephen Gyllenhaal

## Film tratti da sue opere
- Sotto sequestro (Bel Canto), regia di Paul Weitz (2018)